# バーバラ・リスコフ
バーバラ・リスコフ（Barbara Liskov、1939年11月7日 - ）はアメリカ合衆国の計算機科学者。MITの電気工学/計算機科学部門の教授を務めている。

## 経歴
ロサンゼルス生まれ。1961年、カリフォルニア大学バークレー校で数学の学士号を取得し、1968年、スタンフォード大学でアメリカ合衆国で女性として初の計算機科学の博士号を取得した。博士論文のテーマは、チェスの終盤をプレイするプログラムに関するものだった。当時、計算機科学部門を有する大学は少なく、スタンフォードでも計算機科学の学位を取得する学生は非常に限られていた。
リスコフは数々の重要なプロジェクトを主導した。
- オペレーティングシステム Venus の開発 - 小型低コストの対話型システム
- CLU言語の設計と実装 - 世界初のデータ抽象化機能をサポートしたプログラミング言語（1970年代）
- Argus 言語 - 世界初の分散プログラムをサポートした高級言語。future という機構を実装。（1980年代）
- Thor - オブジェクト指向データベースシステム

また、Jeannette Wing と共に派生型という概念を定義し、現在ではリスコフの置換原則として知られている。MIT では Programming Methodology Group を率い、ビザンチン・フォールトトレラント性や分散コンピューティングを研究している。

## 栄誉・受賞
リスコフは全米技術アカデミーの会員であり、アメリカ芸術科学アカデミーと Association for Computing Machinery (ACM) のフェローである。2004年、「プログラミング言語、プログラミング手法、分散システムの理論的貢献に対して」、フォン・ノイマンメダルを授与された。3冊の著書と百以上の論文を発表している。
2008年、オブジェクト指向プログラミングの発展へとつながったプログラミング言語（特にCLUとArgus）設計とソフトウェア方法論についての貢献により、ACMチューリング賞を受賞。ACMでは、プログラミング言語とシステム設計への実用的および理論的基盤への貢献を挙げており、特にデータ抽象化、フォールトトレラント設計、分散コンピューティングに関連した業績を挙げている。
2015年ワイツマン女性科学賞、2018年コンピュータパイオニア賞、2023年ベンジャミン・フランクリン・メダル受賞。